# La Verónica
La Verónica är en ort i Mexiko.   Den ligger i kommunen Hidalgo och delstaten Michoacán de Ocampo, i den södra delen av landet, 160 km väster om huvudstaden Mexico City. La Verónica ligger 2 385 meter över havet och antalet invånare är 425.
Terrängen runt La Verónica är huvudsakligen kuperad, men norrut är den bergig. Terrängen runt La Verónica sluttar söderut. Runt La Verónica är det ganska tätbefolkat, med 90 invånare per kvadratkilometer. Närmaste större samhälle är Ciudad Hidalgo, 5,0 km sydost om La Verónica. I omgivningarna runt La Verónica växer huvudsakligen savannskog.